# Mark Sanford
Marshall Clement "Mark" Sanford Jr. (n. 28 mai 1960) este un politician american din statul Carolina de Sud, care a fost cel de-al 115-lea guvernator al statului între 2003 și 2011.
Membru al Republican Party, Mark Sanford a servit între 1995 și 2001 ca membru al Camerei Reprezentanților reprezentând 1-ul district electoral al statului, poziție în care a prezentat poziții constant conservatoare.
În 2002, Sanford fusese ales ca cel de-115-lea guvernator al statului Carolina de Sud, câștigând în alegeri împotriva candidatului democrat Jim Hodges, fiind ulterior reales pentru a doua oară (și ultima, conform constituției statului) în 2006. În calitate de guvernator al statului, Mark Sanford a avut o relație tensionată cu legislatura statală. În mod notabil, politicianul a anunțat public că va refuza fondurile federale pentru statul său, acordate conform legii federale din 2009, American Recovery and Reinvestment Act. Ca urmare a unei bătălii politice, "desfășurată" în sălile Tribunalului Suprem al Statului Carolina de Sud (conform originalului, South Carolina Supreme Court), guvernatorul a fost obligat să accepte finanțarea.

## Viață timpurie
Marshall Clement Sanford, Jr. s-a născut la 28 mai 1960 în Fort Lauderdale, statul Florida ca fiu al lui Marshall Clement Sanford, Sr., doctor cardiolog, și al soției sale, Peggy Pitts. Înainte de ultimul său an din liceu, Sanford s-a mutat cu familia sa din Fort Lauderdale în statul Carolina de Sud, pe o "platație" de 1,214 hectare (sau 3,000 acri) cunoscută sub numele de Coosaw Plantation, aflată în apropierea orașului Beaufort.

## Congress

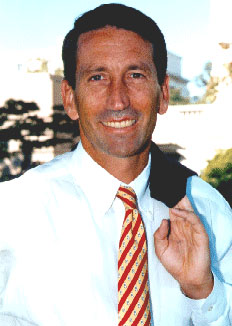
Congressman Sanford

## Governator al statului South Carolina

### Re-alegere și al doilea termen

#### Demisionarea din funcția de Președinte al Asociației guvernatorilor republicani
Datorită scandalului iscat în urma afacerii sale amoroase cu prietena sa argentiniană, Mark Snaford a demisionat din funcția de președinte al Asociației guvernatorilor republicani (conform, Chairman of the Republican Governors Association).

#### Cenzură
În 15 decembrie 2009, Comisia judiciară a Camerei Reprezentanților statului Carolina de Sud (conform [The] House Judiciary Committee of the State of South Carolina) a votat unanim cenzura guvernatorului Sanford. Ansamblul complet al Camerei statale (conform, South Carolina House of Representatives} a votat cu 102 la 11 rezoluția în ianuarie 2010. 

## Cărți
În 2000, Mark Sanford a publicat prima sa carte, The Trust Committed To Me (Încrederea care mi s-a arătat). A tratat probleme politice, fiind prefațată de Robert Novak. O a doua carte, intitulată Within Our Means, prevăzută a fi publicată de Sentinel Books în 2011, a fost contramandată de către editură. 

## Istorie electorală
| An   |  | Democrat              | Voturi | Puncte |  | Republican   | Voturi  | Puncte |  | Al 3-lea partid   | Partid      | Voturi | Puncte |   |
| ---- |  | --------------------- | ------ | ------ |  | ------------ | ------- | ------ |  | ----------------- | ----------- | ------ | ------ | - |
| 1994 |  | Robert A. Barber, Jr. | 47,769 | 32%    |  | Mark Sanford | 97,803  | 66%    |  | Robert Payne      | Libertarian | 1,836  | 1%     | * |
| 1996 |  | (no candidate)        |        |        |  | Mark Sanford | 138,467 | 96%    |  | Joseph F. Innella | Natural Law | 5,105  | 4%     |   |
| 1998 |  | (no candidate)        |        |        |  | Mark Sanford | 118,414 | 91%    |  | Joseph F. Innella | Natural Law | 11,586 | 9%     | * |